# Eurovision Song Contest's Greatest Hits
Eurovision Song Contest's Greatest Hits, i svenska TV-tablåer kallat Eurovision Song Contest firar 60 år, är en TV-sänd gala organiserad av Europeiska radio- och TV-unionen (EBU) och producerad av British Broadcasting Corporation (BBC). Galan syftade till att uppmärksamma firandet av Eurovision Song Contests 60-årsfirande och leddes av programledarna Graham Norton och Petra Mede. Norton har kommenterat Eurovision Song Contest för BBC sedan 2009 och Mede var programledare för tävlingen 2013.  Den hölls i Hammersmith.

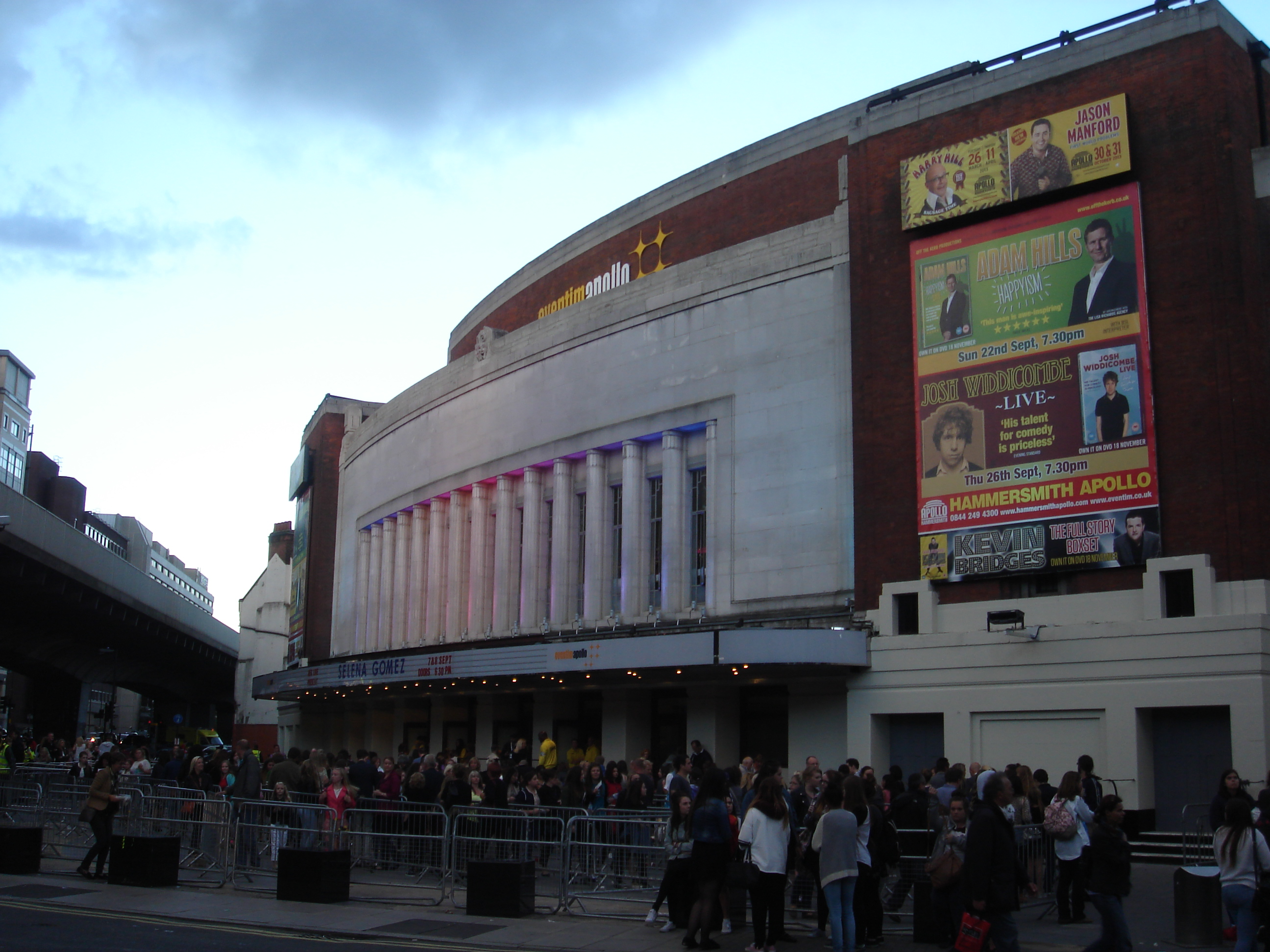
Eventim Apollo i Hammersmith, London

## Historik
2005 hölls en liknande gala, Congratulations, i Köpenhamn, Danmark, för att uppmärksamma tävlingens 50-årsjubileum. Till skillnad från den sändningen, sändes 60-årsgalan inte direkt. Den spelades in inför publik tisdag 31 mars och sändes därefter på olika datum i olika länder under 2015. 
Värdarna BBC var tillsammans med irländska Raidió Teilifís Éireann (RTÉ) först med att sända galan, vilket de gjorde på Långfredagen 3 april 2015. I Sverige och i finska YLE fem visades galan på påskafton 4 april. I båda kanalerna visades ett införprogram där Sarah Dawn Finer och Christer Björkman träffade några av de medverkande artisterna i en studio. 

### Galan
Femton artister från tretton länder uppträdde under galan. Tävlingens första vinnare, Lys Assia, vinnare 1956, närvarade i publiken som hedersgäst. Förutom de artister som själva framträdde på scenen, medverkade även danskonceptet Riverdance, som var pausunderhållning i tävlingen 1994. Inför varje framträdande visades videor med kollage från den aktuella tävlingsupplagan. Mellan uppträdandena visades även videor med kollage av följande sånger:
1. Teach-In – Ding dinge-dong: Nederländerna, 1975
2. Olivia Newton-John – Long Live Love: Storbritannien, 1974
3. Céline Dion – Ne partez pas sans moi: Schweiz, 1988
4. Jedward – Lipstick: Irland 2011
5. Abba – Waterloo: Sverige, 1974
6. Serebro – Song #1: Ryssland 2007
7. Izhar Cohen & Alphabeta – A-Ba-Ni-Bi: Israel 1978
8. Kathy Kirby – I Belong: Storbritannien 1965
9. Bucks Fizz – Making Your Mind Up: Storbritannien 1981
10. Sonia – Better the Devil You Know: Storbritannien 1993
11. Imaani – Where Are You?: Storbritannien 1998
12. Lynsey de Paul & Mike Moran – Rock Bottom: Storbritannien 1977
13. Michael Ball – One Step Out of Time: Storbritannien 1992
14. Cliff Richard – Congratulations: Storbritannien 1968
15. Sandie Shaw – Puppet on a String: Storbritannien 1967
16. Dana – All Kinds of Everything: Irland, 1970

### Framträdanden
| År   | Land           | Artist             | Sång                          |
| ---- | -------------- | ------------------ | ----------------------------- |
| 2013 | Danmark        | Emmelie de Forest  | Only Teardrops                |
| 1973 | Luxemburg      | Anne-Marie David   | Tu te reconnaîtras            |
| 1984 | Sverige        | Herreys            | Diggi-Loo Diggi-Ley           |
| 1998 | Israel         | Dana International | Diva                          |
| 2000 | Danmark        | Olsen Brothers     | Fly on the Wings of Love      |
| 1976 | Storbritannien | Brotherhood of Man | Save Your Kisses for Me       |
| 1968 | Spanien1       | Rosa López         | La, la, la2                   |
| 1969 | Spanien1       | Rosa López         | Vivo cantando3                |
| 1973 | Spanien1       | Rosa López         | Eres tú4                      |
| 2002 | Spanien1       | Rosa López         | Europe's Living a Celebration |
| 1982 | Tyskland       | Nicole             | Ein bißchen Frieden           |
| 2006 | Finland        | Lordi              | Hard Rock Hallelujah          |
| 2001 | Frankrike      | Natasha St-Pier    | Je n'ai que mon âme           |
| 2008 | Ryssland1      | Dima Bilan         | Believe                       |
| 2006 | Ryssland1      | Dima Bilan         | Never Let You Go              |
| 1985 | Norge          | Bobbysocks         | La det swinge                 |
| 2012 | Sverige        | Loreen             | Euphoria                      |
| 1980 | Irland1        | Johnny Logan       | What's Another Year           |
| 1992 | Irland1        | Johnny Logan       | Why Me?5                      |
| 1987 | Irland1        | Johnny Logan       | Hold Me Now                   |
| 2014 | Österrike      | Conchita Wurst     | Rise Like a Phoenix           |

1.^  Framfördes som ett medley.
2.^  Framfördes av Massiel i Eurovision Song Constest.
3.^  Framfördes av Salomé i Eurovision Song Constest.
4.^  Framfördes av Mocedades i Eurovision Song Constest.
5.^  Johnny Logan skrev Why Me? och den framfördes av Linda Martin i Eurovision Song Constest.

### Avslutning
Galan avslutades med att artisterna återkom till scenen och framförde ett medley av Eurovisionsånger. Anne-Marie David sjöng Israels vinnarmelodi från 1979, Hallelujah. Herreys sjöng Nel blu dipinto di blu som slutade tvåa för Italien1958. Making Your Mind Up, som vann för Storbritannien 1981 framfördes av Bobbysocks. Därefter sjöng alla artister (utom Loreen) Waterloo, som vann 1974 för Sverige.

### Fotnoter
1. ↑  hämtat från: hebreiskspråkiga Wikipedia.[källa från Wikidata]
2. ↑  ”BBC One Celebrates 60 Years of the Eurovision Song Contest with special anniversary event” (på engelska). BBC. 3 februari 2015. http://www.bbc.co.uk/mediacentre/latestnews/2015/eurovision-60. Läst 25 september 2016.